# Imperio alemán (1848-1849)
El Imperio alemán (en alemán: Deutsches Reich) fue un intento fallido de unificar los estados alemanes dentro de la Confederación Alemana para crear un estado-nación alemán. Fue creado en la primavera de 1848 durante las revoluciones alemanas por la Asamblea Nacional de Fráncfort. El parlamento eligió al Archiduque Juan de Habsburgo-Lorena como su jefe de Estado provisional con el título de "Reichsverweser" (regente imperial). El 28 de marzo de 1849, se implementó su constitución y el parlamento eligió al rey de Prusia, Federico Guillermo IV, para ser el monarca constitucional del imperio con el título de 'Emperador de los alemanes'. Sin embargo, rechazó la posición. El imperio llegó a su fin en diciembre de 1849 cuando el Gobierno de Alemania Central fue reemplazado por una Comisión Central Federal.
La Asamblea Nacional Alemana (Parlamento de Fráncfort) se consideraba a sí misma como el parlamento de un nuevo imperio y promulgó leyes imperiales. Instaló un gobierno provisional (Provisorische Zentralgewalt) y creó la primera flota de toda Alemania, la Reichsflotte. En mayo de 1849, los estados alemanes más grandes, como Austria y Prusia, obligaron a los miembros del parlamento a dimitir. El gobierno provisional duró hasta diciembre de ese año. En el verano de 1851, el Bundestag reinstalado de la Confederación Alemana declaró nula la legislación imperial. Sin embargo, el Bundestag alemán y los estados nunca llamaron ilegal al gobierno provisional.
Durante su existencia, varios países extranjeros reconocieron el imperio, como los Países Bajos, Suiza y los Estados Unidos. El legado del imperio consiste, por ejemplo, en la experiencia de las elecciones generales de toda Alemania en 1848, la constitución de 1849. La armada alemana moderna celebra el 14 de junio como su aniversario debido a la decisión del parlamento de 1848 de crear una flota. La bandera adoptada por el imperio por ley en noviembre de 1848 es la bandera de la Alemania moderna (negra-roja-oro).

## Historia
El estado fue creado por el Parlamento de Fráncfort en la primavera de 1848, después de la Revolución de Marzo. El imperio terminó en diciembre de 1849 cuando el Gobierno Central de Alemania fue reemplazado por una Comisión Central Federal.
El Imperio luchó por ser reconocido tanto por los estados alemanes como por los extranjeros. Los estados alemanes, representados por la Convención Federal de la Confederación Alemana, el 12 de julio de 1848, reconocieron al Gobierno central alemán. En los meses siguientes, sin embargo, los estados alemanes más grandes no siempre aceptaron los decretos y leyes del Gobierno de Alemania Central y el Parlamento de Fráncfort.

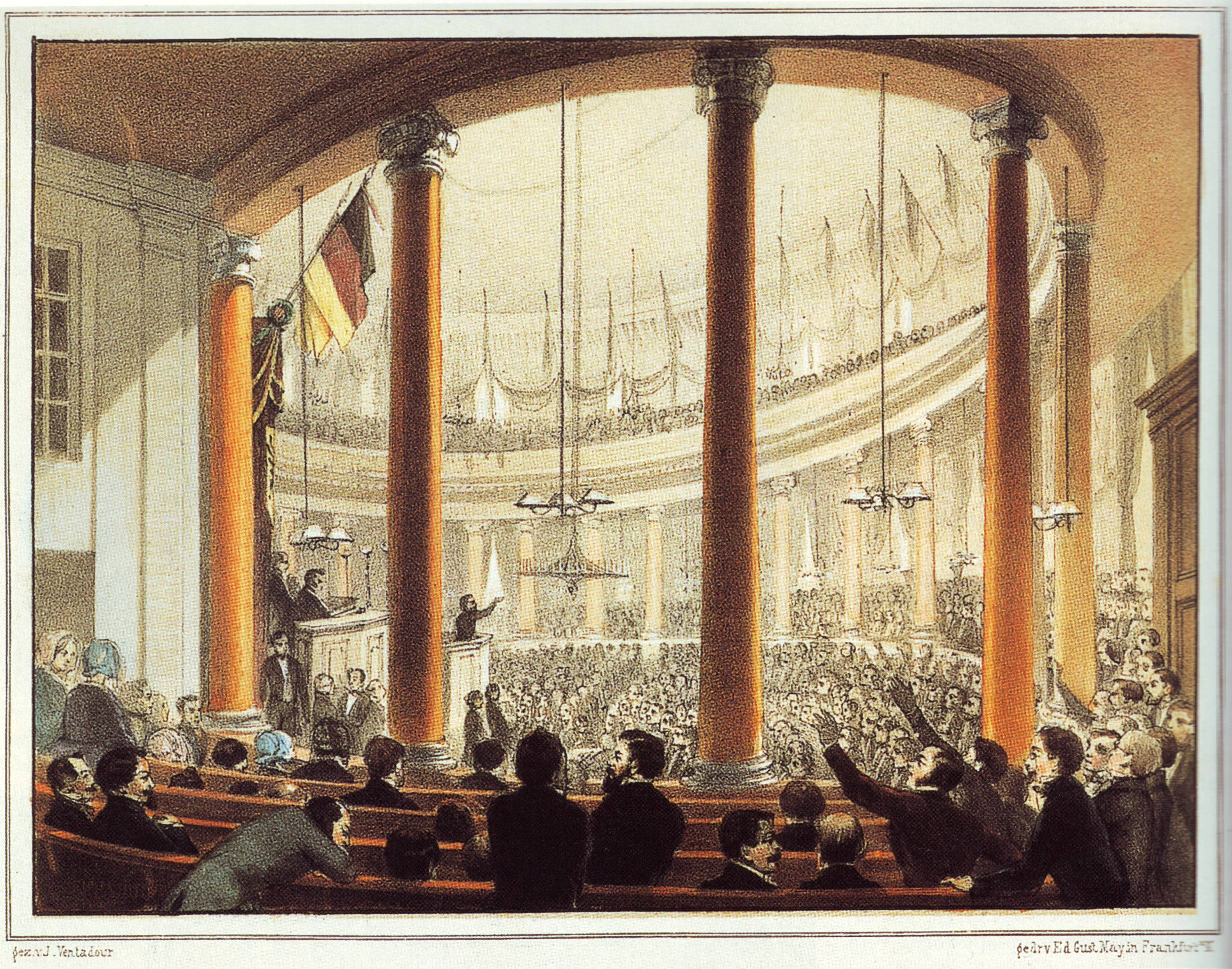
Asamblea Nacional Alemana en la Iglesia de San Pablo, Fráncfort

La Zentralgewaltgesetz fue la base del Gobierno de Alemania Central.

Varios estados extranjeros reconocieron al Gobierno Central y enviaron embajadores: Estados Unidos, Suecia-Noruega, Países Bajos, Bélgica, Suiza, Cerdeña, Sicilia y Grecia. La Segunda República Francesa y el Reino Unido de Gran Bretaña e Irlanda instalaron embajadas oficiales para mantener contacto con el Gobierno Central.
La primera orden constitucional del Imperio Alemán fue la Ley Imperial relativa a la introducción de un Poder Central provisional para Alemania, el 28 de junio de 1848. Con la orden, el Parlamento de Fráncfort estableció las oficinas de Reichsverweser (Regente Imperial, monarca provisional) y ministros imperiales. Un segundo orden constitucional, la Constitución de Fráncfort, el 28 de marzo de 1849, fue aceptado por 28 estados alemanes, pero no por los más grandes. Prusia, junto con otros estados alemanes, forzó la disolución del Parlamento de Fráncfort.
Varios de los logros de este Imperio alemán sobrevivieron: la Constitución de Fráncfort se usó como modelo en otros estados en las décadas siguientes y la ley electoral se usó casi literalmente en 1867 para la elección del Reichstag de la Confederación Alemana del Norte. La Reichsflotte (Flota Imperial) creada por el Parlamento de Fráncfort duró hasta 1852. La ley imperial que emite un decreto relativo a las letras de cambio (Allgemeine Deutsche Wechselordnungen, Letras de cambio generales alemanas) se consideró aplicable a casi toda Alemania.

## Continuidad y estado

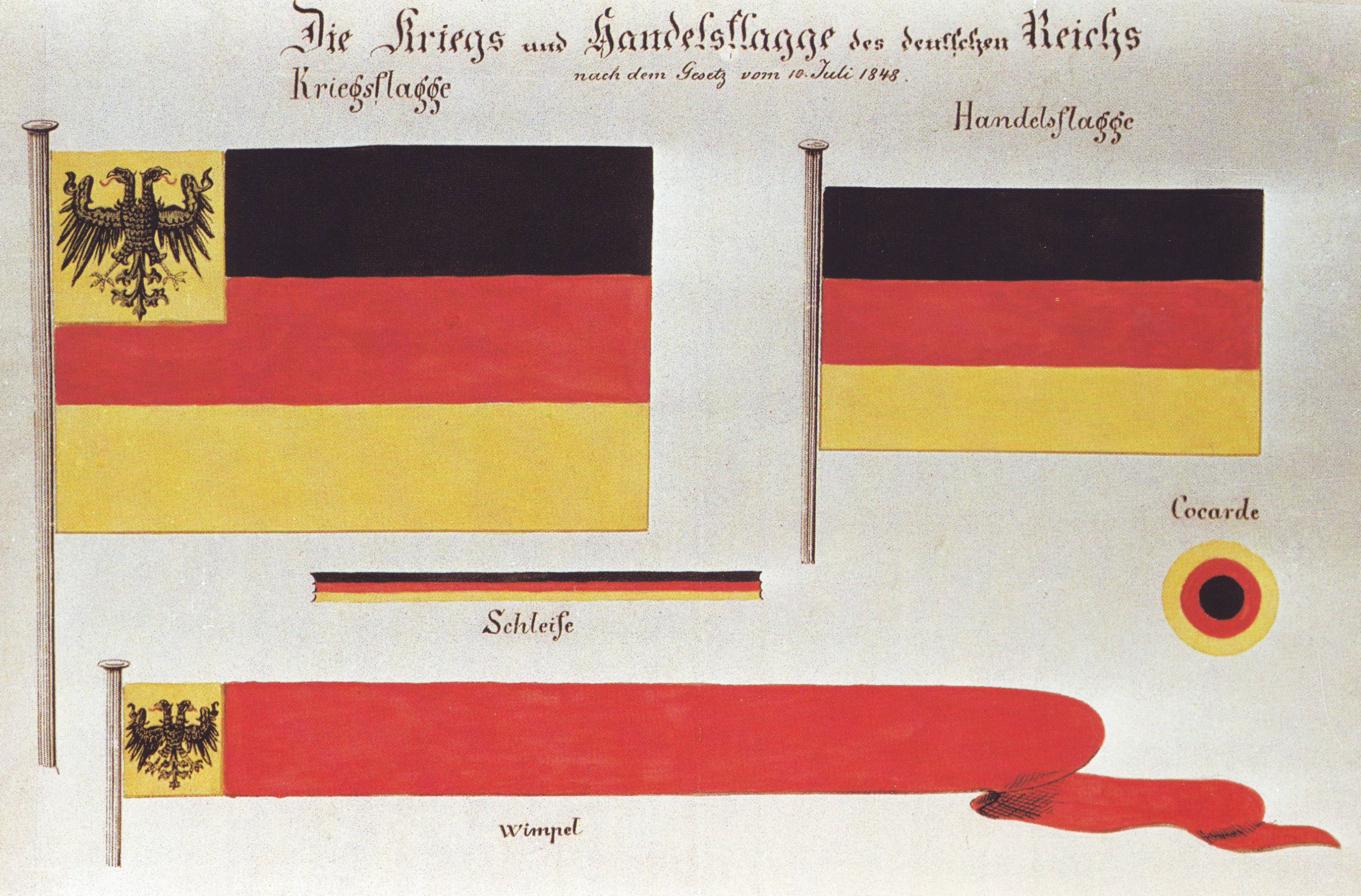
Bandera imperial de guerra y comercio, según la ley de 12 de noviembre de 1848

Los contemporáneos y académicos tenían diferentes opiniones sobre la condición de Estado del Imperio Alemán de 1848/1849:
- Un grupo siguió un punto de vista positivista: la ley era la ley estatutaria. Se tuvo que acordar una constitución para Alemania con los gobiernos de todos los estados alemanes. Esta era la opinión de los monárquicos y los estados alemanes.
- El otro grupo valoraba más la ley natural y el principio de la soberanía del pueblo; solo la Asamblea Nacional tenía el poder de establecer una constitución. Esta fue la opinión de la mayoría del Parlamento de Fráncfort, pero especialmente de la izquierda republicana.[2]

En realidad, la distinción era menos clara. La mayoría del Parlamento de Fráncfort, basada en los grupos liberales, quería establecer un sistema dualista con un monarca soberano cuyos poderes estarían limitados por una constitución y un parlamento.
En 1815 se creó una Confederación Alemana. Esta organización de tratados para la defensa de los territorios alemanes carecía, en opinión del movimiento nacional, de un gobierno y un parlamento. Pero fue generalmente reconocido por las potencias alemanas y extranjeras: para establecer un estado nacional, lo más fácil era presentarlo como la continuación de la Confederación. Este fue en realidad el camino que tomó la Asamblea Nacional, aunque originalmente se vio a sí misma como un órgano revolucionario.

Archiduque Juan de Habsburgo-Lorena, regente imperial y tío del emperador de Austria.

La continuidad entre la antigua Confederación y los nuevos órganos se basó en dos decisiones de la Convención Federal de la Confederación:
- La Convención Federal (que representa a los gobiernos de los estados alemanes) convocó elecciones al Parlamento de Fráncfort en abril/mayo de 1848.
- Los estados alemanes inmediatamente reconocieron al Archiduque Juan, el jefe de Estado provisional elegido por el Parlamento de Fráncfort. El 12 de julio de 1848, la Convención Federal puso fin a sus actividades a favor del Regente Imperial, el Archiduque Juan. Este fue un reconocimiento implícito de la Ley sobre el Poder Central del 28 de junio.[3]

Por supuesto, los estados alemanes y la Convención Federal tomaron esas decisiones bajo la presión de la revolución. Querían evitar una ruptura con el Parlamento de Fráncfort. (Ya en agosto, esta presión flaqueó y los estados más grandes comenzaron a recuperar el poder.) Según el historiador Ernst Rudolf Huber, era posible determinar una continuidad o incluso una identidad legal de la Confederación y el nuevo Estado Federal. La antigua institución se mejoró con un orden constitucional (provisional) y el nombre de Confederación Alemana se cambió a Imperio Alemán. Ulrich Huber señala que ninguno de los estados alemanes declaró que el regente imperial Juan y su gobierno fueran usurpadores o ilegales.

## Poder estatal, territorio y pueblo

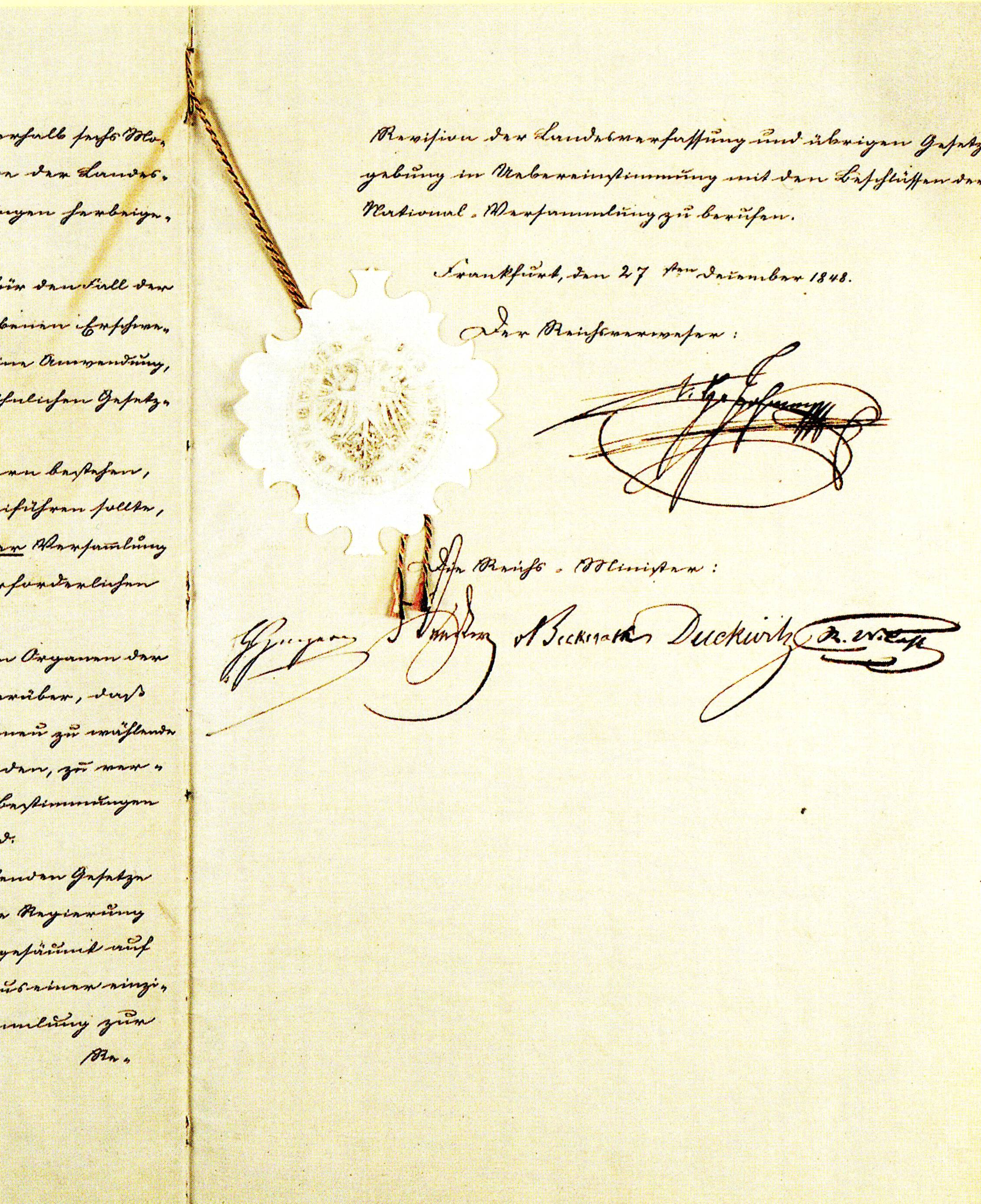
Ley introductoria de los Derechos Fundamentales, 27 de diciembre de 1848, con la firma del Regente Imperial

La Asamblea de Fráncfort se vio a sí misma como la legislatura nacional alemana, como se hace explícito en la Ley Imperial sobre la declaración de las leyes imperiales y los decretos del Poder Central provisional, del 27 de septiembre de 1848. Emitió leyes antes, como la ley del 14 de junio que creó la Flota Imperial. Quizás la ley más notable declaró los muy aclamados Derechos Básicos del Pueblo Alemán, el 27 de diciembre de 1848.
El Poder Central o Gobierno Central estaba formado por el Regente Imperial, el Archiduque Juan, y los ministros que designaba. Nombraba habitualmente a aquellos políticos que contaban con el apoyo del Parlamento de Fráncfort, al menos hasta mayo de 1849. Uno de los ministros, el general prusiano Eduard von Peucker, fue encargado de las tropas federales y de las fortificaciones federales de la Confederación Alemana. El Gobierno Central no tenía mucho que gobernar, ya que la administración permaneció en manos de los estados individuales. Pero en febrero de 1849, 105 personas trabajaban para el Gobierno Central (frente a las 10 de la Convención Federal).
El Parlamento de Fráncfort asumió en general que el territorio de la Confederación Alemana también era el territorio del nuevo estado. Alguien era alemán si era súbdito de uno de los estados alemanes dentro del Imperio Alemán (§ 131, Constitución de Fráncfort). Además, discutió el futuro de otros territorios donde vivían los alemanes. Los miembros del parlamento a veces se refirieron al idioma alemán hablado en un territorio, a veces a derechos históricos, a veces a consideraciones militares (por ejemplo, cuando un estado polaco fue rechazado porque sería demasiado débil para servir como un estado tapón contra Rusia). Uno de los territorios más disputados fue Schleswig.